# Arruela

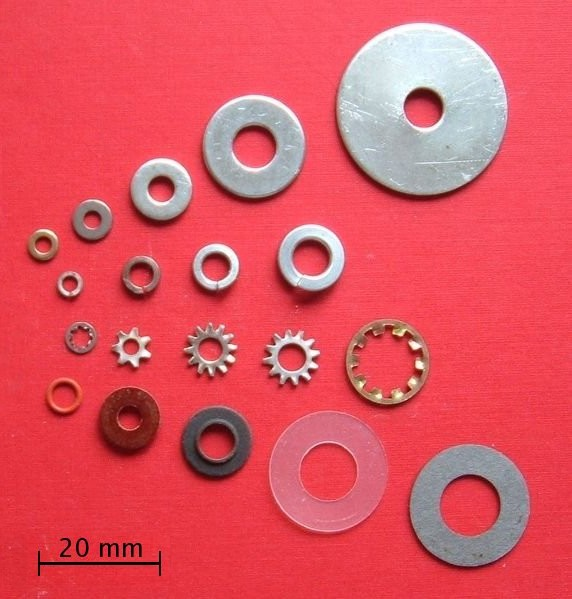
Diversos tipos de arruelas: lisas, segurança, estrela e de isolamento

Uma arruela (português brasileiro) ou anilha (português europeu) é um disco fino com um furo, geralmente no meio. Ela é utilizada normalmente para suportar a carga de um parafuso. Outras utilizações são como espaçadores, mola (arruelas onduladas), almofada de desgaste, e dispositivo de bloqueio (i.e. arruela de pressão: utilizada para que evite que a porca escape do parafuso com a trepidação).
Arruelas são geralmente metálicas ou de plástico. Parafusos de alta qualidade necessitam de arruelas temperadas para evitar a perda da pré-carga após a aplicação do torque. As gaxetas de borracha ou fibra que são utilizadas em torneiras para bloquear o fluxo (evitar vazamento) de água são algumas vezes coloquialmente referidas como arruelas; elas podem ser similares, contudo, arruelas e gaxetas são feitas de maneira diferente, e projetadas para funções diferentes.
Arruelas também são importantes pare evitar a corrosão galvânica, particularmente isolando parafusos de aço de superfícies de alumínio.